# Rory MacDonald
Rory MacDonald (ur. 22 lipca 1989 w Kelownie) – kanadyjski zawodnik mieszanych sztuk walki, obecnie związany z Bellator MMA, gdzie od 20 stycznia 2018 do 26 października 2019 był mistrzem w wadze półśredniej.

## Kariera sportowa
Rory MacDonald rozpoczął swoje treningi z Davidem Leą i jego klubem Toshido Fighting Arts Academy. Gdy Rory przeniósł się do Montrealu, dołączył do Tristar Gym. Debiut MacDonalda odbył się gdy miał 16 lat, przeciwko Terry'emu Thiarze na Extreme Fighting Challenge. Do 2009 rywalizował na lokalnych galach King of the Cage, gdzie najpierw w 2007 został mistrzem Kanady, natomiast w 2008 zdobył międzynarodowe mistrzostwo. 
W latach 2010–2016 związany był z UFC. W swoim debiucie dla Ultimate Fighting Championship wygrał z Michaelem Guymonem przez poddanie w pierwszej rundzie. Do 2016 pokonywał m.in. Nate'a Diaza, Mike'a Pyle'a, B.J. Penna, Demiana Maie, Tyrona Woodleya czy Tareca Saffiedine'a stając się czołowym zawodnikiem wagi półśredniej na świecie. 11 lipca 2015 zmierzył się w rewanżu z Robbiem Lawlerem o mistrzostwo UFC wagi półśredniej, ostatecznie przegrywając z nim przez techniczny nokaut w piątej rundzie. 
Po porażce z Stephenem Thompsonem, która miała miejsce 18 czerwca 2016 odszedł z UFC do konkurencyjnego Bellator MMA gdzie w debiucie 20 maja 2017 poddał Paula Daleya.
20 stycznia 2018 podczas gali Bellator 192 pokonał jednogłośnie na punkty Douglasa Limę, odbierając mu tym samym pas mistrzowski wagi półśredniej.
26 października 2019 na gali Bellator 232, w obronie pasa i rewanżowej walce z Douglasem Limą stracił pas przegrywając wówczas jednogłośnie na punkty.
W sierpniu 2022 za pośrednictwem instagrama ogłosił przejście na sportową emeryturę.

## Nagrody i wyróżnienia
Bellator MMA
- 2018-2019: mistrz Bellator MMA w wadze półśredniej

King of the Cage
- 2007: mistrz KOTC w wadze lekkiej
- 2008: mistrz KOTC w wadze lekkiej

## Lista walk w MMA (niepełna)
| Wynik     | Bilans  | Przeciwnik       | Rozstrzygnięcie                  | Runda | Czas | Rozgrywki                                 | Data       | Miejsce       | Uwagi                                                                                                |
| --------- | ------- | ---------------- | -------------------------------- | ----- | ---- | ----------------------------------------- | ---------- | ------------- | --- |
| Przegrana | 23-10-1 | Dilano Taylor    | TKO (ciosy)                      |       |      | PFL 8: 2022 Playoffs                      | 13.08.2022 | Cardiff       | Półfinały sezonu w wadze półśredniej                                                                 |
| Przegrana | 23-9-1  | Sadibou Sy       | Decyzja (jednogłośna)            | 3     | 5:00 | PFL 2022 #6: Regular Season               | 01.07.2022 | Atlanta       | Playoffy sezonu regularnego PFL 2022, Co-Main Event                                                  |
| Wygrana   | 23-8-1  | Brett Cooper     | Poddanie (duszenie zza pleców)   | 1     | 2:23 | PFL 2022 #3: Regular Season               | 06.05.2022 | Arlington     | Playoffy sezonu regularnego PFL 2022                                                                 |
| Przegrana | 22-8-1  | Ray Cooper III   | Decyzja (jednogłośna)            | 3     | 5:00 | PFL 2021 #7: Playoffs                     | 13.08.2021 | Hollywood     | Playoffy PFL 2021 - turniej w wadze półśredniej, Main Event                                          |
| Przegrana | 22-7-1  | Gleison Tibau    | Decyzja (niejednogłośna)         | 3     | 5:00 | PFL 2021 #5: Regular Season               | 17.06.2021 | Atlantic City | Playoffy sezonu regularnego PFL 2021 - turniej w wadze półśredniej, Main Event                       |
| Wygrana   | 22-6-1  | Curtis Millender | Poddanie (duszenie zza pleców)   | 1     | 3:38 | PFL 2021 #2: Regular Season               | 29.04.2021 | Atlantic City | Playoffy sezonu regularnego PFL 2021 - turniej w wadze półśredniej, Main Event                       |
| Przegrana | 21-6-1  | Douglas Lima     | Decyzja (jednogłośna)            | 5     | 5:00 | Bellator 232                              | 26.10.2019 | Uncasville    | Finał Grand Prix w wadze półśredniej, Stracił pas mistrzowski Bellator MMA w wadze półśredniej       |
| Wygrana   | 21-5-1  | Neiman Gracie    | Decyzja (jednogłośna)            | 5     | 5:00 | Bellator 222                              | 26.10.2019 | Nowy Jork     | Półfinał Grand Prix w wadze półśredniej, Obronił pas mistrzowski Bellator MMA w wadze półśredniej    |
| Remis     | 20-5-1  | Jon Fitch        | Remis (większościowy)            | 5     | 5:00 | Bellator 220                              | 27.04.2019 | San Jose      | Ćwierćfinał Grand Prix w wadze półśredniej, Obronił pas mistrzowski Bellator MMA w wadze półśredniej |
| Przegrana | 20-5    | Gegard Mousasi   | TKO (ciosy pięściami i łokciami) | 2     | 3:23 | Bellator 206                              | 29.09.2018 | San Jose      | Debiut w wadze średniej, Pojedynek o pas mistrzowski Bellator MMA w wadze średniej                   |
| Wygrana   | 20-4    | Douglas Lima     | Decyzja (jednogłośna)            | 5     | 5:00 | Bellator 192                              | 20.01.2018 | Inglewood     | Zdobył pas mistrzowski Bellator MMA w wadze półśredniej                                              |
| Wygrana   | 19-4    | Paul Daley       | Poddanie (duszenie zza pleców)   | 2     | 1:45 | Bellator 179                              | 19.05.2017 | Londyn        | Debiut w Bellator MMA                                                                                |
| Przegrana | 18-4    | Stephen Thompson | Decyzja (jednogłośna)            | 3     | 5:00 | UFC Fight Night: MacDonald vs. Thompson   | 18.06.2016 | Ottawa        | |
| Przegrana | 18-3    | Robbie Lawler    | TKO (ciosy)                      | 5     | 1:00 | UFC 189                                   | 11.07.2015 | Las Vegas     | Pojedynek o pas mistrzowski UFC w wadze półśredniej, Co-Main Event, bonus za walkę wieczoru          |
| Wygrana   | 18-2    | Tarec Saffiedine | TKO (ciosy)                      | 3     | 1:28 | UFC Fight Night: MacDonald vs. Saffiedine | 04.10.2014 | Halifax       | Main Event, bonus za występ wieczoru                                                                 |
| Wygrana   | 17-2    | Tyron Woodley    | Decyzja (jednogłośna)            | 3     | 5:00 | UFC 174                                   | 14.06.2014 | Vancouver     | |
| Wygrana   | 16-2    | Demian Maia      | Decyzja (jednogłośna)            | 3     | 5:00 | UFC 170                                   | 22.02.2014 | Las Vegas     | bonus za walkę wieczoru                                                                              |